# Антуан Анрі Лемуан
Антуан Анрі Лемуан (21 жовтня 1786, Париж, Франція — 18 травня 1864, Париж, Франція) — французький піаніст, педагог і композитор.